# Dermidio Carreño
Dermidio Carreño (La Rioja, 1857 - Córdoba, 1918) fue un docente y político argentino, que ejerció como gobernador de la provincia de La Rioja entre 1891 y 1892.

## Biografía
Estudió en su ciudad natal, en el Colegio Nacional de Monserrat y en la Escuela Normal de Paraná, de donde egresó con los títulos de maestro y profesor. De regreso en su provincia fue maestro de escuela, profesor del Colegio Nacional y director del Consejo Provincial de Educación. Era amigo de Joaquín V. González.
Fue elegido diputado provincial en 1891 y, por influencia del gobernador González, fue presidente de la Legislatura. El 8 de octubre del mismo año, por renuncia del gobernador, debió asumir la gobernación. Su administración se limitó a continuar la política de orden administrativo impuesta por su antecesor y a organizar las elecciones en las que debería elegirse a su sucesor. Una vez elegidos los diputados provinciales, como éstos no se pusieran de acuerdo para una candidatura a gobernador, Carreño presentó su renuncia a la gobernación. En su lugar asumió Arcadio de la Colina, que presidió la elección de Guillermo San Román.
Se trasladó a Buenos Aires, donde trabajó en la Dirección de Correos y Telégrafos, y también fue profesor en la Escuela Superior de Comercio. Realizó la traducción del inglés de algunos textos de matemática. Luego fue director de una escuela dependiente del Consejo Nacional de Educación.
En 1902 fue nombrado rector del histórico Colegio Nacional de Concepción del Uruguay, cargo que ocupó hasta el año 1910.
Radicado en Córdoba, falleció en 1918.